# Jakub Sławek
Jakub Kacper Sławek (ur. 1976) – polski arabista, urzędnik i dyplomata, przedstawiciel RP w Zjednoczonych Emiratach Arabskich (2020–2024).

## Życiorys
Jakub Sławek ukończył studia arabistyczne w Instytucie Filologii Orientalnej Uniwersytetu Jagiellońskiego (2002). Kształcił się także w Collegium Civitas w Warszawie, Paryżu i Damaszku. W 2004 otrzymał uprawnienia tłumacza przysięgłego języka arabskiego. W 2008 na Wydziale Orientalistycznym Uniwersytetu Warszawskiego uzyskał stopień doktora nauk humanistycznych w zakresie literaturoznawstwa na podstawie napisanej pod kierunkiem Marka Dziekana dysertacji Trybalizm i tekst w kulturze Jemenu – prawo plemienne regionu Al-Gawf. Zainteresowania badawcze Sławka obejmują: zagadnienia polityczne i bezpieczeństwa w świecie arabskim ze szczególnym uwzględnieniem współczesnego radykalizmu, fundamentalizmu oraz plemienności.
W 2002 rozpoczął pracę w Ministerstwie Spraw Zagranicznych. Przebywał na placówkach w Sanie (do 2006), Algierze (od września 2007), Rijadzie jako zastępca kierownika placówki i Konsul RP (od czerwca 2012). W grudniu 2017 został zastępcą ambasadora w Abu Zabi w Zjednoczonych Emiratach Arabskich. 1 października 2020 objął tamże stanowisko chargé d’affaires ad interim. 16 listopada 2021 został mianowany ambasadorem. Kierownictwo placówki jako ambasador objął 11 marca 2022. Kopie listów uwierzytelniających złożył 23 marca 2022. Urzędowanie zakończył w lipcu 2024.
W 2024 został odznaczony emirackim Orderem Niepodległości I klasy.
Poza arabskim posługuje się angielskim, francuskim, włoskim i rosyjskim. Syn Ewy i Tadeusza Sławków. Żonaty z Beatą Sławek, ojciec trojga dzieci.

## Publikacje książkowe
- Jakub Sławek: Jemen – świat wartości plemiennych. Kurowice: Wydawnictwo Ibidem, 2011, s. 148. ISBN 978-83-62331-03-1.
- Jakub Sławek: Arabskie i polskie słownictwo dyplomatyczne i polityczne = Muʿǧam būlandī-ʿarabī li ǎl-muṣṭalaḥāt ad-diblūmāsiyya wa as-siyāsiyya. Katowice: Wydawnictwo Uniwersytetu Śląskiego, 2016, s. 116. ISBN 978-83-8012-578-0. (pol. • arab.).

Tłumaczenia
- Janusz Spyra: In the shadow of the Skoczów synagogue. Bielsko-Biała: Jewish Religious Community, 1998, s. 167. ISBN 83-911161-0-7.